# ОШ Јован Јовановић Змај Сурдулица
ОШ „Јован Јовановић Змај” у Сурдулици, једна је од установа основног образовања на територији општине Сурдулица. Поред матичне школе у саставу је и четворогодишња школа у Масурици.

## Историјат
Школа је једна од најстаријих школа у Сурдулици. Почела је са радом 1878. године. На почетку је уписано је ученика, а први учитељ био је Ђура Јанковић. Школа је била трећеразредна. Као зграда школе послужио је пространи турски спахијски двор, ограђен зидом који се налазио на месту где је данас зграда Општинског суда и СУП-а Сурдулице. Касније прелази у четрвороразредну школу.
Школа је 1948. године премештена у две наменске бараке које је изградила „Хидроградња” у садашњој улици Војводе Мишића.
На садашњој локацији школа се налази од 1954. године, када су грађани Сурдулице добровољним прилозима, радним акцијама и уз помоћ друштвено-политичких и радних организација подигли и опремили нову школску зграду. Тада је четвороразредна школа претворена у осморазредну са тренутном локацијом у улици Дринске Дивизије 6. Школске 1956/57. године излази из ове школе прва генерација ученика осмогодишње школе у Сурдулици. Школске 1975/76. године школа је бројала 1500 ученика распоређених у 40 одељења и радила је у три смене.

## Школа данас
У школи раде спортска, саобраћајна, ликовна, литерална секција и хор. Ученици школе учествовали су на свим такмичењима које је организовало Минстарство просвете. Имали су учешће на свим регионалним такмичењима и пласман на регионалним такмичењима из математике, хемије, саобраћаја, стваралаштва, на такмичењу рецитатора. Школа поседује кабинет за биологију, хемију и физику, као и два потупуно опремљена рачунарска кабинета. У циљу очувања здравља ученика, код деце се развија здраву навику да редовно посећују зубара у зубарској ординацији која је у склопу школе.